# Ecaterina Cavlac
Ecaterina Cavlac (n. 1948) este un deputat moldovean în Parlamentul Republicii Moldova, ales în Legislatura 2005-2009 pe listele Partidului Comuniștilor.